# 烏克蘭希臘禮天主教敖德薩督教區
烏克蘭希臘禮天主教敖德薩督教區（烏克蘭語：Одесько екзархат） 是烏克蘭一個東儀天主教督教區（烏克蘭希臘禮），屬基輔-加里奇大總教區。是世界上五个天主教總主教代牧督教區之一。
教區成立於2003年7月28日，範圍包括烏克蘭南部諸州，成立時叫作敖德薩-克里米亞督教區。2010年有教友93,300人、五十個堂區、五十六名司鐸。2014年2月13日自克里米亞地區成立新的督教區， 而原先的敖德薩-克里米亞督教區就改名為敖德薩督教區。
現任督主教為米哈伊洛·布布尼（Mykhaylo Bubniy）。作為總主教代牧督主教他的身分是代表基輔-加里奇大總主教治理該督教區，職位類似於拉丁禮教會的宗座代牧只是其代表的是基輔-加里奇大總主教，在其他東儀天主教會中亦有宗座督主教的職務存在，此為東方禮天主教以及東正教的神職人員頭銜。在東儀天主教此職在理論上可由神父擔任，不過布賓尼主教經由被任命為領銜主教的模式而被按立為主教的身分。